# Bătălia de la Okinawa
Bătălia de la Okinawa sau Operațiunea Iceberg a fost cel mai mare atac amfibiu din timpul celui de-al doilea război mondial din zona Pacificului și a avut loc pe insula Okinawa din Insulele Ryukyu.  Bătălia a durat 82 de zile și a ținut de pe 1 aprilie până pe 22 iunie 1945, la doar 550 km de țărmul marilor insule care formează Japonia. 
Statele Unite au creat a Zecea Armata,  o forță transversală formată din diviziile 7 , 27 , 77 și 96 de infanterie ale Armatei SUA, cu diviziile 1 , 2 și 6 ale Corpului Marin , pentru a lupta pe insulă. A zecea a fost unică prin faptul că a avut propria forță aeriană tactică (comanda armată-marină comună) și a fost sprijinită și de forțele combinate navale și amfibiene.
Lupta a fost numită "taifunul de oțel" în limba engleză și tetsu no ame ("ploaie de oțel") sau tetsu no bōfū ("vânt violent de oțel") în japoneză.  Poreclele se referă la ferocitatea luptelor, intensitatea atacurilor kamikaze japoneze și numărul mare de nave aliate și vehicule blindate care au atacat insula. Bătălia a fost una dintre cele mai sângeroase din Pacific, cu aproximativ 160.000 de victime pe ambele părți: cel puțin 75.000 aliate și 84,166-117,000 japoneză.  Dintr-o populație de 300 000 a insulei, 149.425 de persoane din Okinawa  au fost ucise, s-au sinucis sau au dispărut.  
În operațiile navale din jurul bătăliei, ambele părți au pierdut un număr considerabil de nave și aeronave, inclusiv nava de luptă japoneză Yamato. După luptă, Okinawa a asigurat loc ancorare a flotei americane, zone de organizare a trupelor și aerodromuri în apropierea Japoniei, în pregătirea pentru invazia planificată.

## Pregătiri

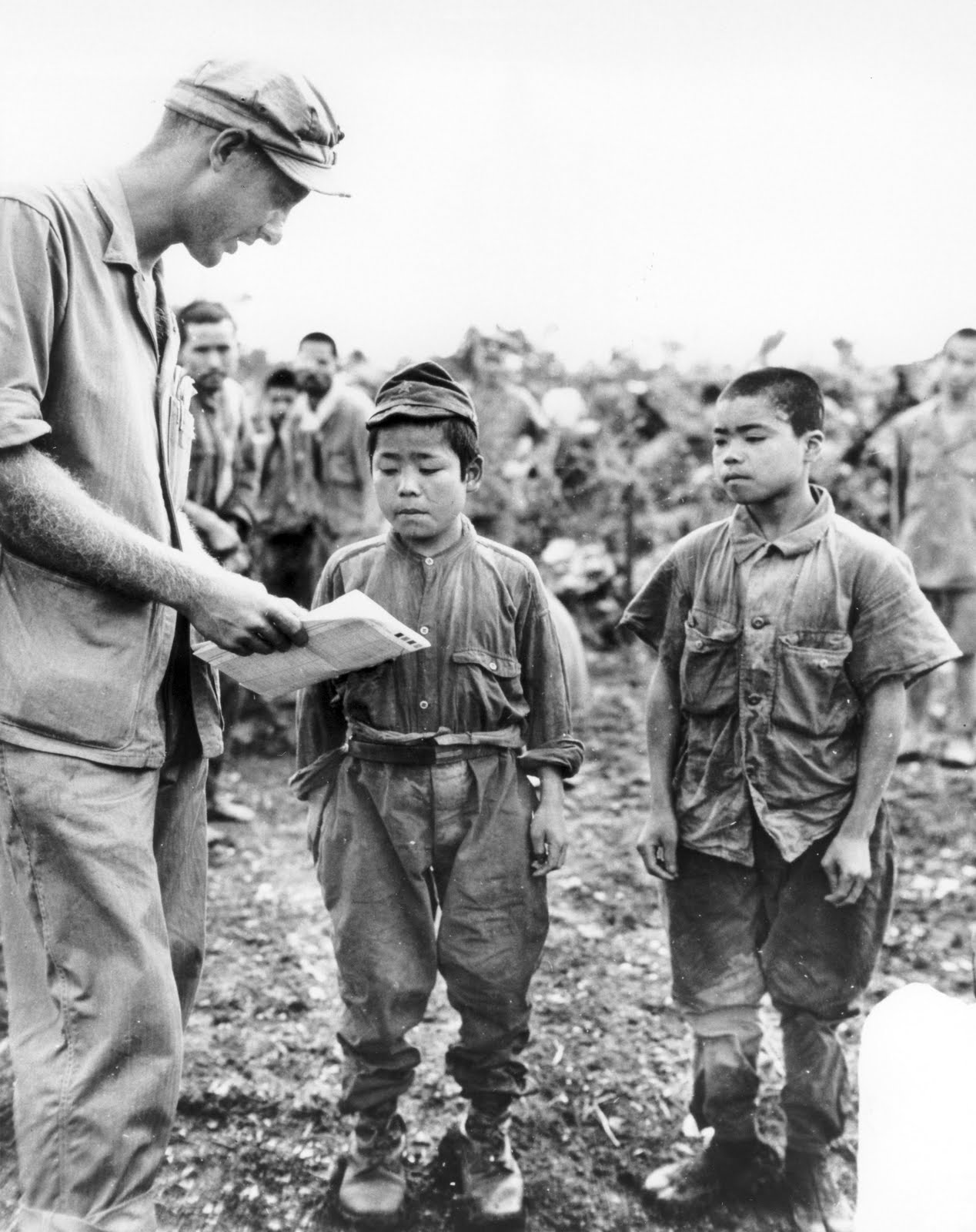
Minori japonezi recrutați

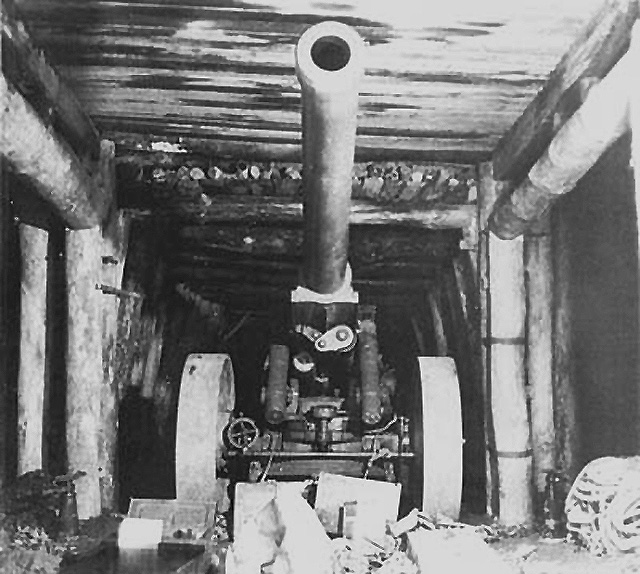
Tun japonez de 150 mm din Okinawa

Până când trupele americane au debarcat pe Okinawa, războiul de pe frontul european se apropia de sfârșit. Trupele aliate și sovietice au eliberat o mare parte a Europei ocupate de naziști și au fost la doar câteva săptămâni de  predării necondiționata a Germaniei.
Pe frontul Pacificului, totuși, forțele americane au cucerit insulele de origine japoneze, unul după altul. După obliterarea trupelor japoneze în luptele brutale din Iwo Jima, și-au pus ochii pe insula izolată Okinawa, ultima lor oprire înainte de a ajunge în Japonia.
Okinawa are 466 de kilometri pătrați de frunzișuri, dealuri și copaci dense, care au făcut-o locația perfectă pentru ultima poziție a Înaltului Comandament al Japoniei, pentru a-și proteja patria. Știau că dacă Okinawa va cădea, va cădea și Japonia. Americanii știau că securitatea bazelor aeriene ale Okinawa erau vitale pentru lansarea unei invazii de succes asupra Japoniei.
Odată cu apariția zorilor pe 1 aprilie, moralul era  scăzut în rândul trupelor americane, în timp ce Flota a cincea a lansat cel mai mare bombardament vreodată pentru a susține o debarcare de trupe pentru a atenua riposta japoneză.Soldații se așteptau că debarcarea pe plajă să fie mai sângeroasă decât cea din Ziua-Z. Atacul Flotei a cincea era aproape inutil, iar trupele de debarcare ar fi putut să se plimbe  pe  mare. Surprinzător, trupele japoneze nu erau acolo.
Trupele americane au debarcat cu ușurință  pe plajele din Okinawa întâmpinând puțină rezistență. Trupele au asigurat repede ambele aeroporturi Kadena și Yontan.
Armata 32 a Japoniei, cu 130.000 de bărbați aflată sub comandată  locotenentului general Mitsuru Ushijima  a apărat Okinawa. Forța militară a inclus, de asemenea, un număr necunoscut de civili conscripționați și de gardieni neînarmați, cunoscuți sub numele de Boeitai.
În timp ce se deplasau în interiorul țării, trupele americane se întrebau când și unde se întâlneau în cele din urmă rezistența inamicului.  Trupele japoneze au fost instruite să nu tragă asupra forțelor americane ce debarcaseră, ci să le urmărească și să le aștepte, mai ales în Shuri, o zonă  din sudul Okinawa, unde generalul Ushijima a înființat un triunghi de poziții defensive, cunoscut sub numele de Linia de Apărare Shuri.
Băieții de la gimnaziu au fost recrutați pe front,   în timp ce studenții Himeyuri au fost organizați într-o unitate de îngrijire medicală.  
Armata Imperială Japoneză a mobilizat 1780 băieți de gimnaziu cu vârsta cuprinsă între 14-17 ani. Aceștia au fost numiți "Tekketsu Kinnōtai" (corpul de fier și corpul imperial al sângelui). Această mobilizare a fost realizată prin ordonanța Ministerului Armatei, nu prin lege.
Ordonanțele au mobilizat elevul ca soldat voluntar. În realitate, autoritățile militare au ordonat școlilor să forțeze aproape toți studenții să se ofere "voluntari" ca soldați. Uneori au contrafăcut documentele necesare. Aproape jumătate din Tekketsu Kinnōtai au fost uciși, inclusiv în atacuri cu bombă sinucigașă împotriva tancurilor și în operațiuni de gherilă.

## Bătălia navală

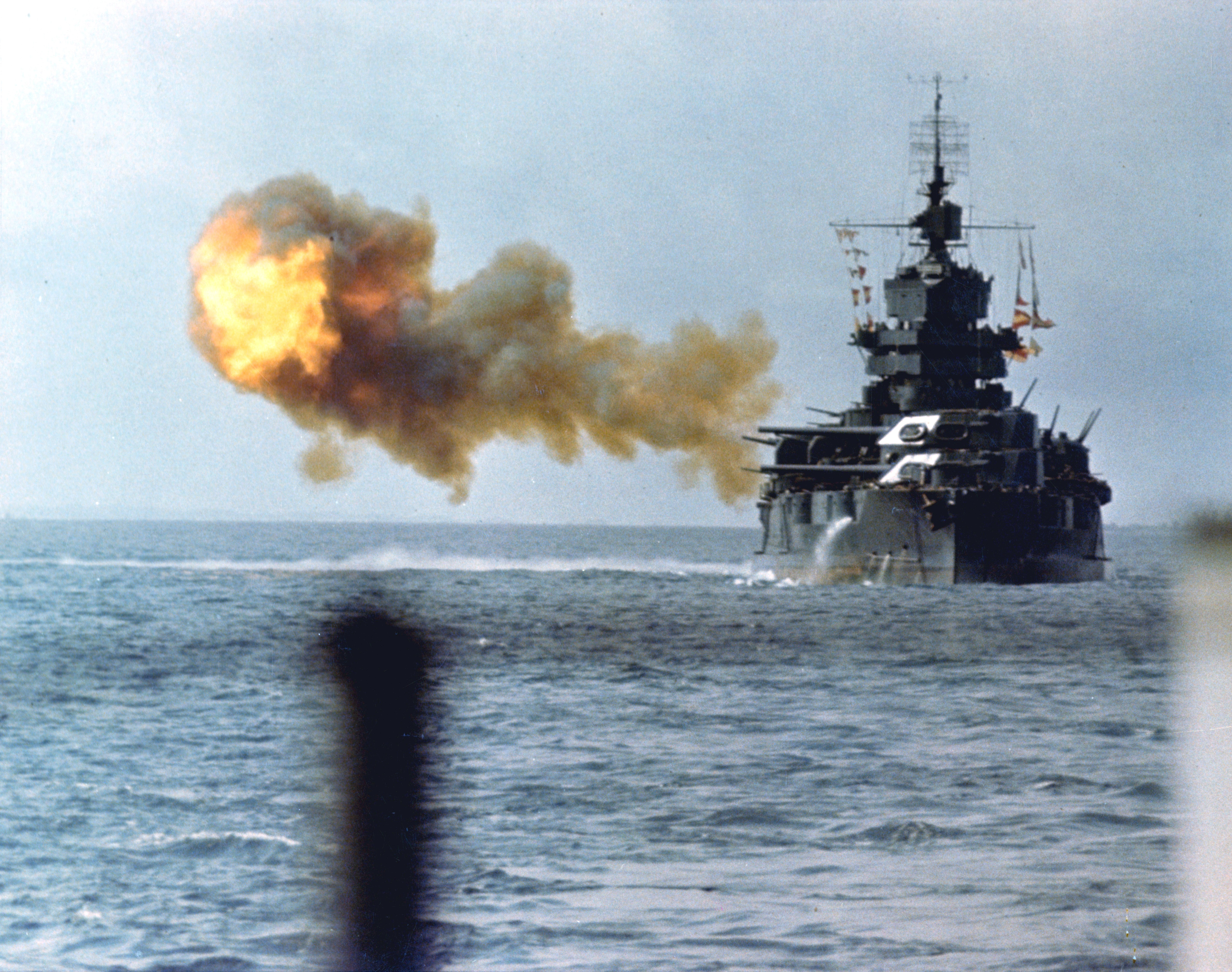
Nava de război USS Idaho bombardeaza Okinawa

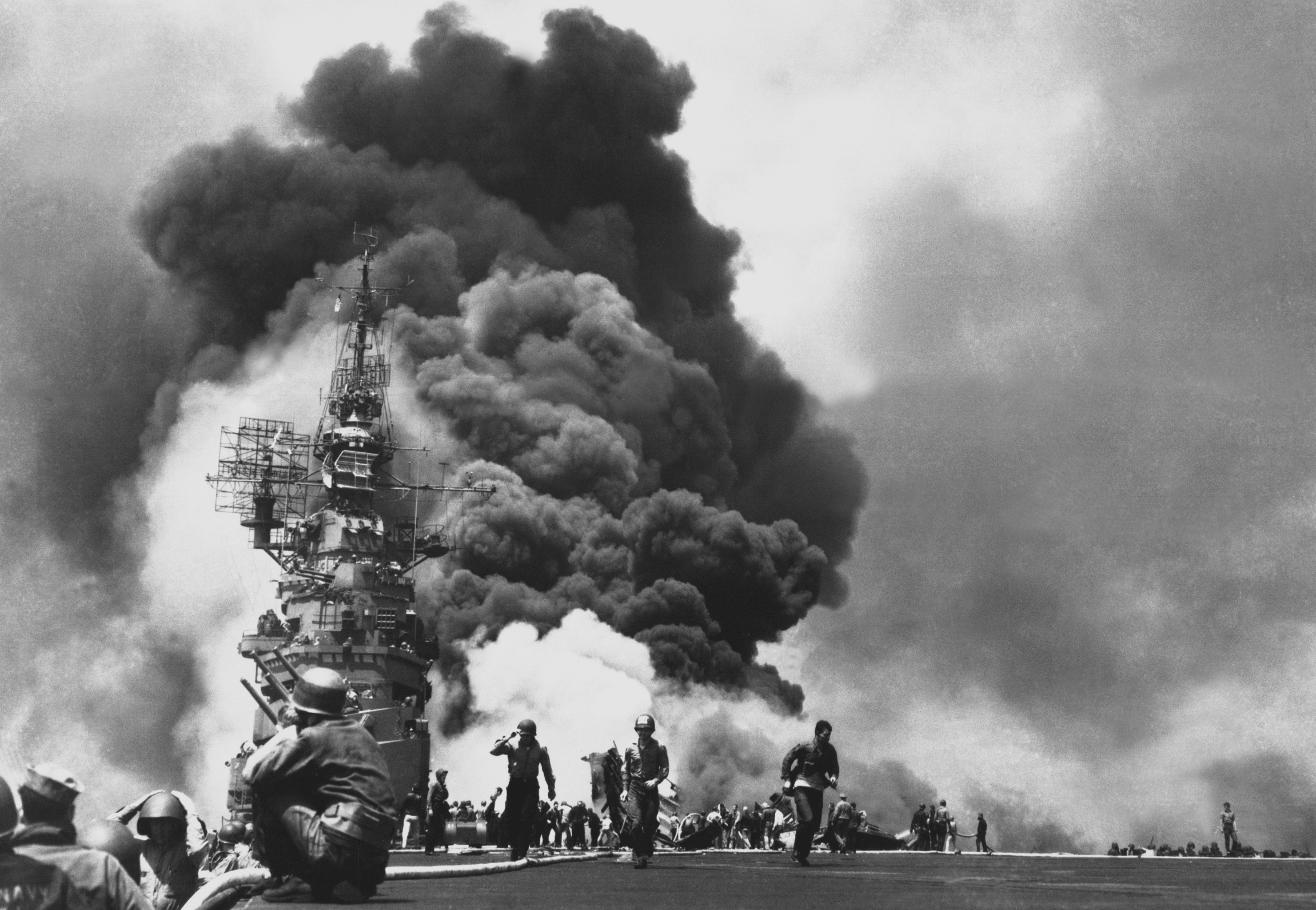
USS Bunker Hill lovit de doua avioane Kamikazes

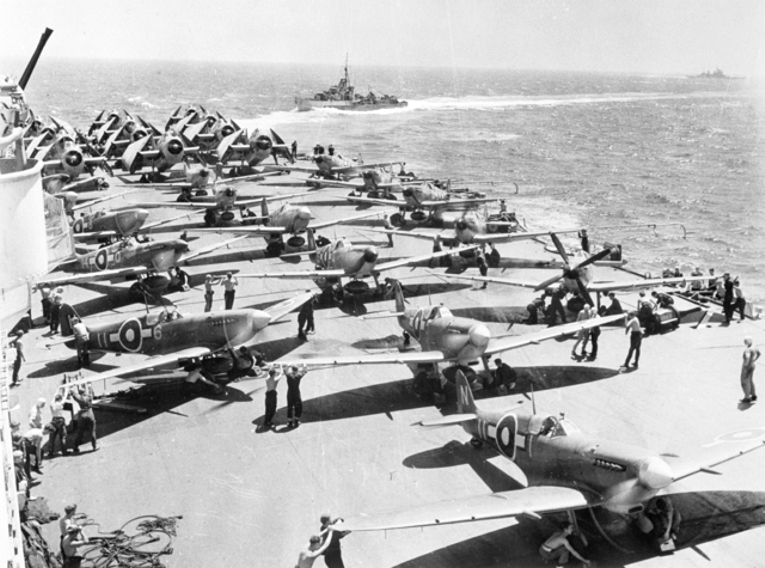
Flota navala regala britanica

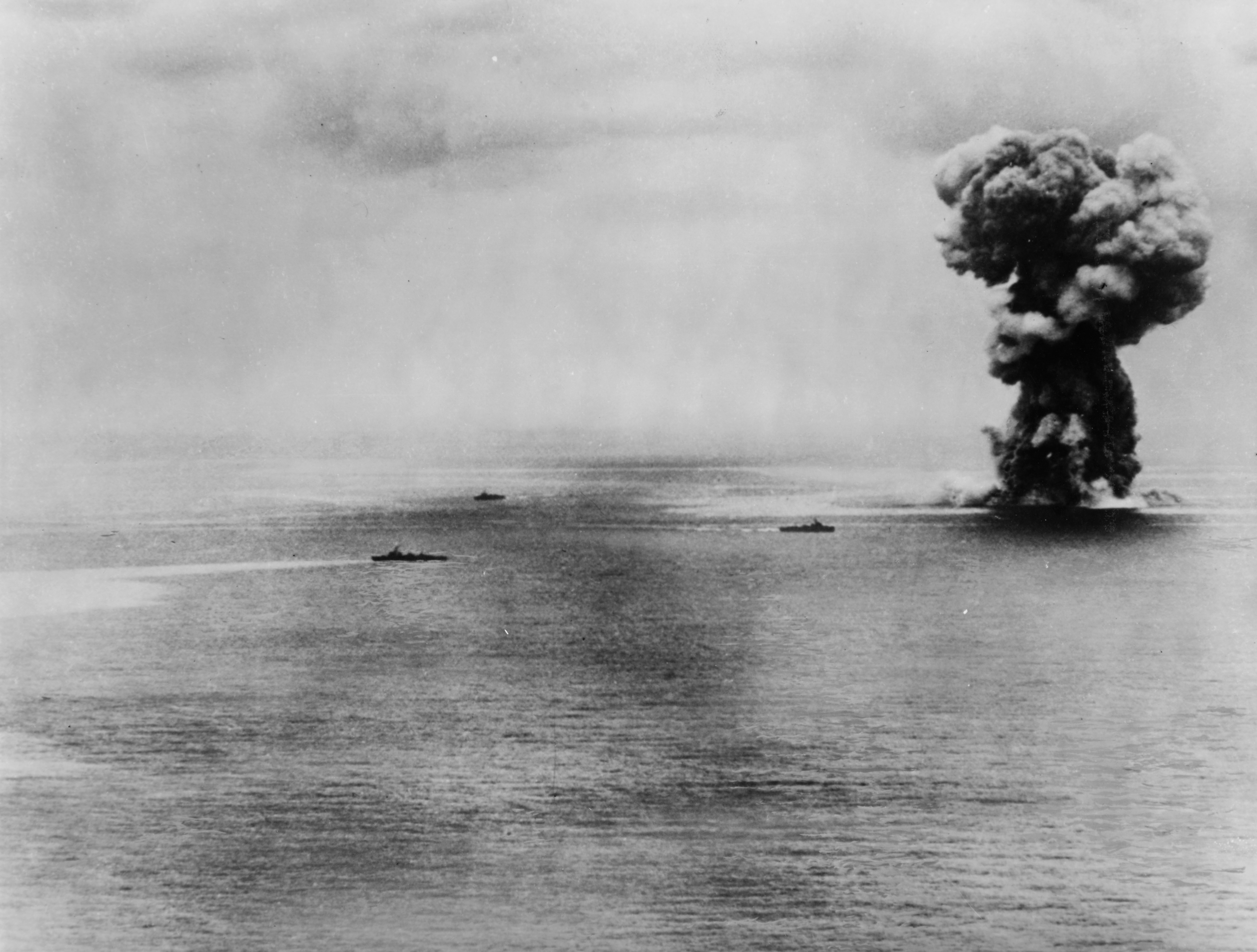
Exploza vasului Yamato

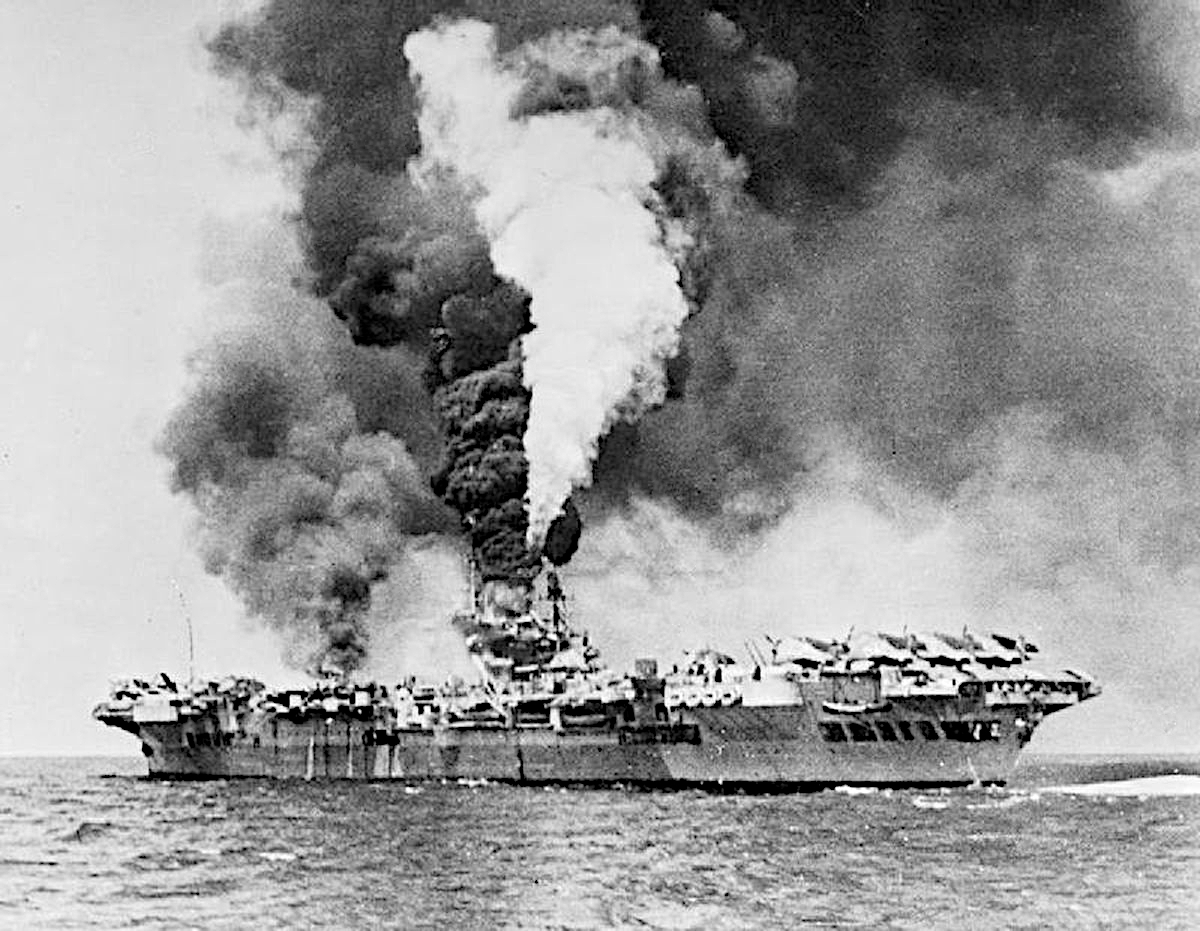
HMS Formidable incendiat

Grupul de lucru al Forțelor Navale ale Statelor Unite ale Americii 58, amplasată la est de Okinawa cu un grup repartizat de 6-8 distrugătoare, au asistat cele 13 portavioane în zilele 23 martie-27 aprilie.  Până la 27 aprilie, 14-18 escorte de portavioane s-au aflat în preajma. Până la 20 aprilie, Grupul de comandă britanic al forțelor britanice 57, cu 10 escorte de portavioane, au rămas în insulele Sakishima pentru a proteja flancul sudic. 
Durata prelungită a campaniei în condiții de stres l-a forțat pe amiralul Chester W. Nimitz să ia decizia fără precedent de a elibera comandanții navale principali să se odihnească și să se recupereze. A urmat practica schimbării numelui flotei odată cu schimbarea comandanților.Forțele navale americane au început campania că Flota a 5-a din SUA sub amiralul Raymond A. Spruance, dar au încheiat-o că a treia flotă sub amiralul William Halsey.
Opoziția aeriană japoneză a fost relativ ușoară în primele zile după debarcări. Dar pe 6 aprilie, riposta aeriană așteptată s-a soldat cu un atac efectuat de 400 de avioane dinspre Kyushu. Atacurile periodice au continuat pe durata lunii aprilie. În perioada 26 martie - 30 aprilie, douăzeci de nave americane au fost scufundate și 157 avariate de acțiuni inamice. La rândul lor, până la 30 aprilie, japonezii au pierdut mai mult de 1100 de avioane. 
Între zilele 6 aprilie-22 iunie, japonezii au trimis 1465 avioane kamikaze în atacuri de scară largă dinspre Kyushu, bine camuflate și dispersate în diverse așezări.  
Vasele pierdute erau vase mai mici, în special distrugătoarele de la pichetoarele de radar, precum și escortele distrugătoare și navele de aterizare. Deși nu s-au pierdut nave de război aliate, mai multe transportatoare au fost grav afectate. Pe uscat, șalupe sinucigașe Shin'yō au fost folosite în atacuri de către japonezi. 
Operațiunea Ten-Go a fost un atac efectuat de forțele navale japoneze, conduse de Yamato și comandată de amiralul Seiichi Itō. Acest grup de forțe mic i-a fost ordonat să lupte cu forțele navale inamice,  apoi să plaseze Yamato și să lupte de pe țărm, folosind armele că artilerie de coastă și echipajul ei ca infanterie navală. Forța Ten-Go a fost văzută de submarinele americane la scurt timp după ce a părăsit apele de origine japoneze și a fost interceptată de aeronavele de transport din SUA. 
În urma atacurilor a peste 300 de avioane pe o perioadă de două ore, cea mai mare navă de luptă din lume s-a scufundat pe 7 aprilie 1945, după o luptă unilaterală, cu mult înainte de a ajunge la Okinawa. Crucișătorul ușor Yahagi și 4 dintre cele 8 distrugătoare au fost de asemenea scufundate. Marina japoneză imperială a pierdut aproximativ 3.700 de marinari, inclusiv pe amiralul Itō, la costul a 10 avioane americane și 12 aeriene.

Flotei britanice din Pacific  i-a fost atribuită sarcina de a  neutraliza aerodromurile japoneze de pe insulele Sakishima, ducând-o la îndeplinire cu succes în zilele 26 martie-10aprilie.
Pe 10 aprilie, atenția să a fost transferată la aerodromurile din nordul orașului Formosa. Forța s-a retras în San Pedro Bay pe 23 aprilie.
Pe 1 mai, flota britanică a Pacificului s-a reîntors în acțiune, supunând aerodromurilor japoneze, de dată această cu bombardament naval și aerian. Mai multe atacuri kamikaze le-au provocat pagube semnificative, dar din moment ce britanicii au blindat  punțile de zbor asupra transportatorilor lor de aeronave, au experimentat doar o scurtă întrerupere a operațiunilor forței lor. 

## Bătălia terestră

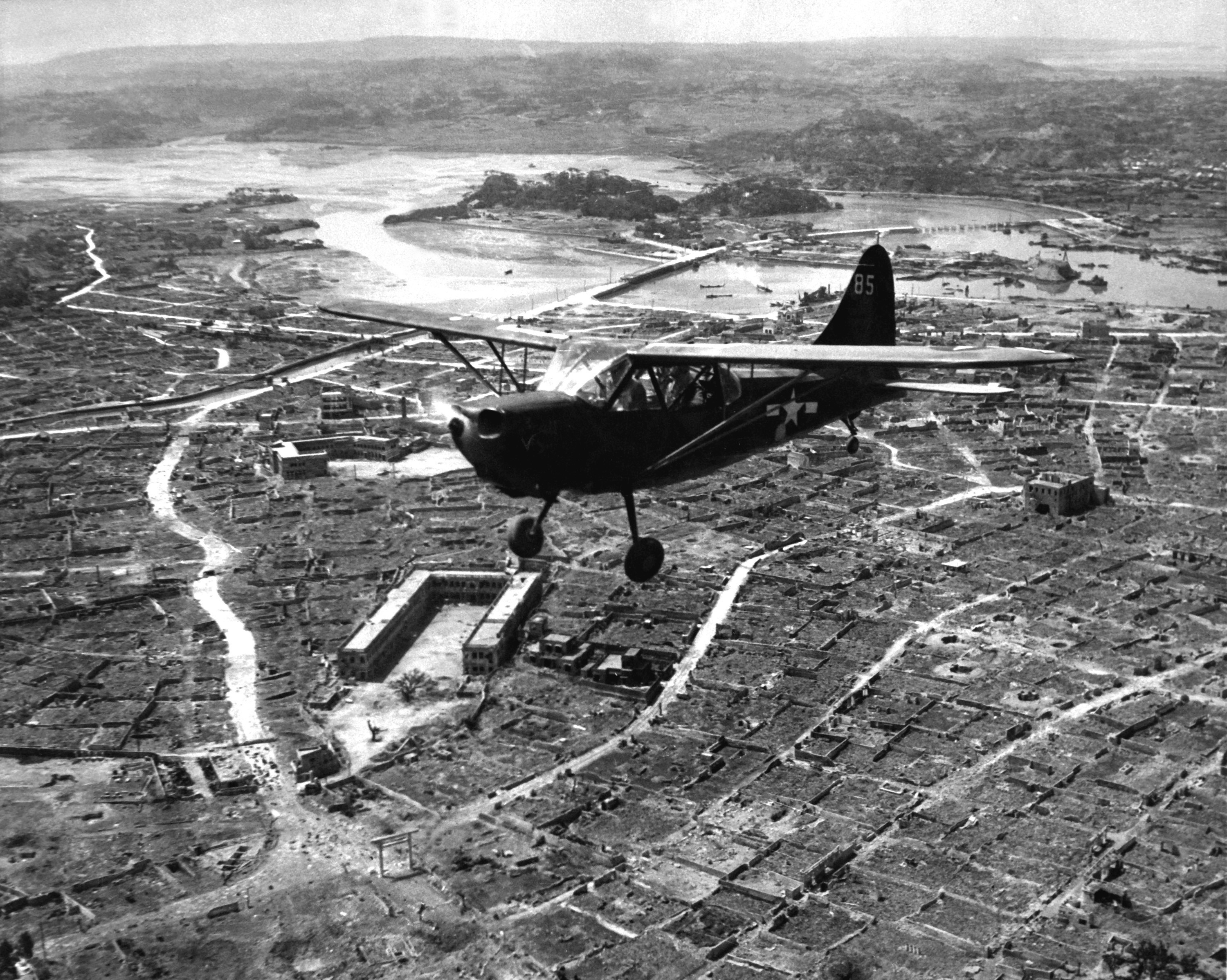
Stinson OY-1 survoland Naha, Okinawa

Forta de atac americana

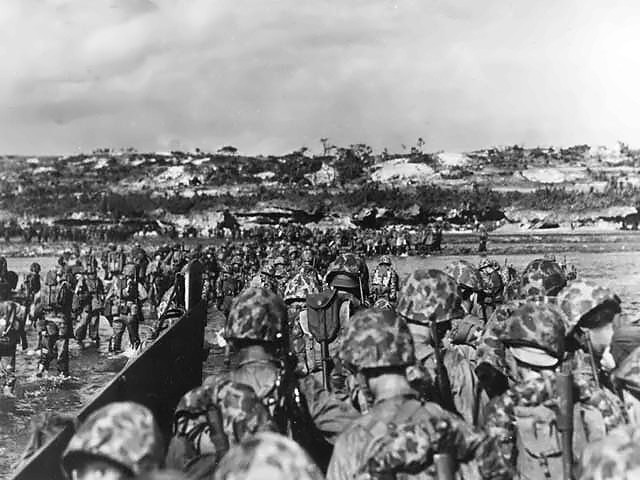
Pușcașii marini debarcând pe țărmurile Okinawei

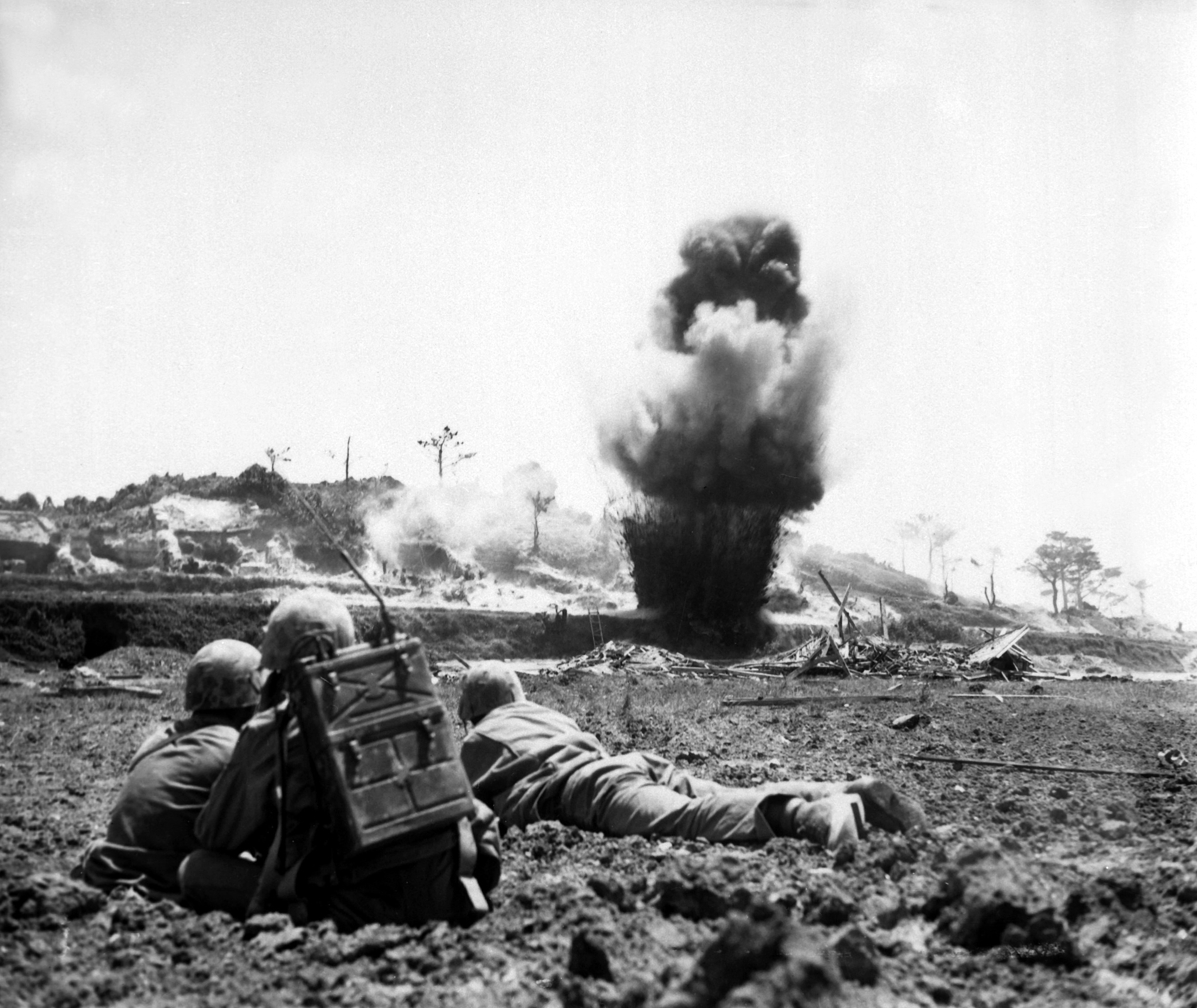
Demolarea peșterii

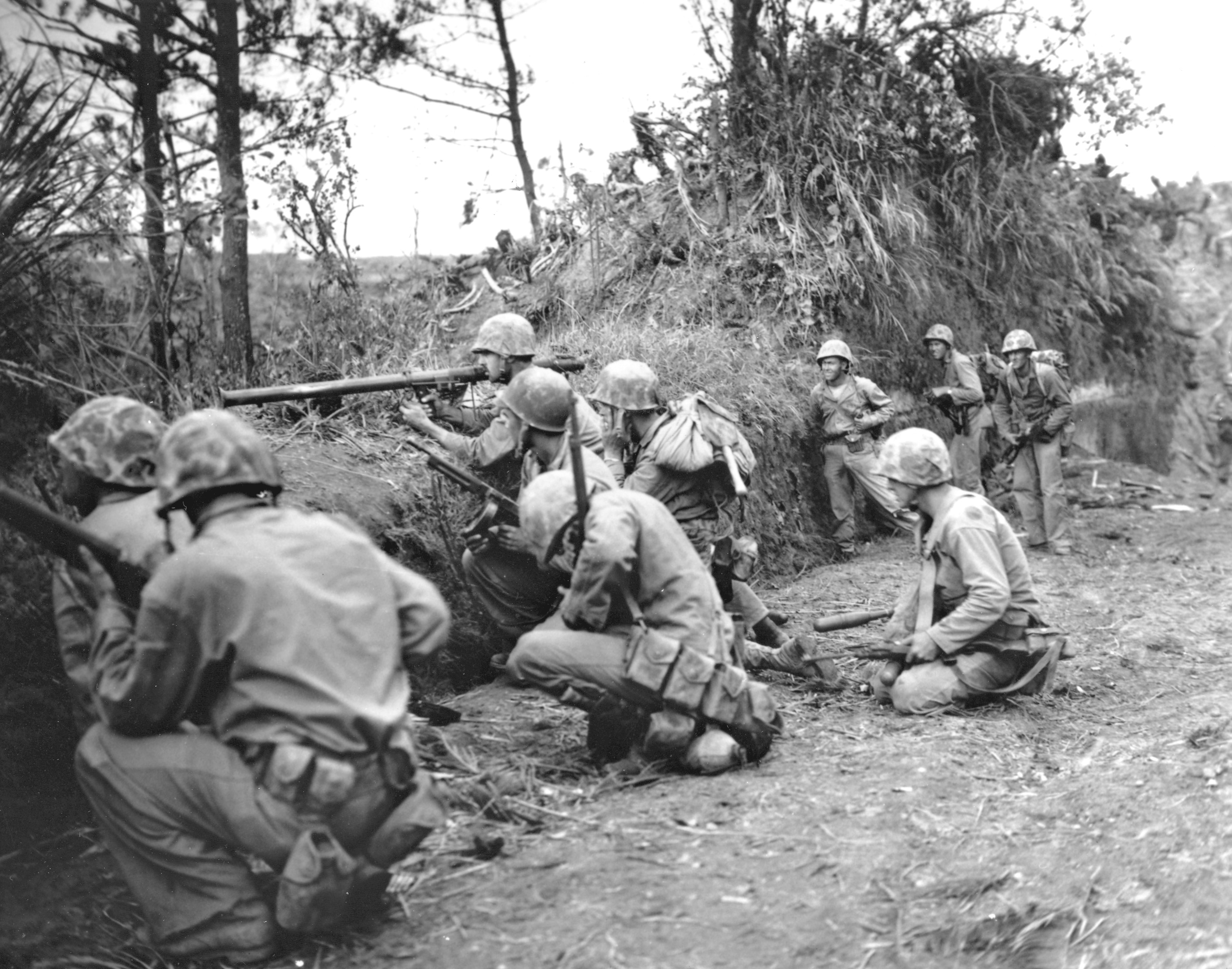
Soldati ai diviziei de pușcași marini

Avion de vânătoare ce bombardează fortăreața japoneză de la Okinawa

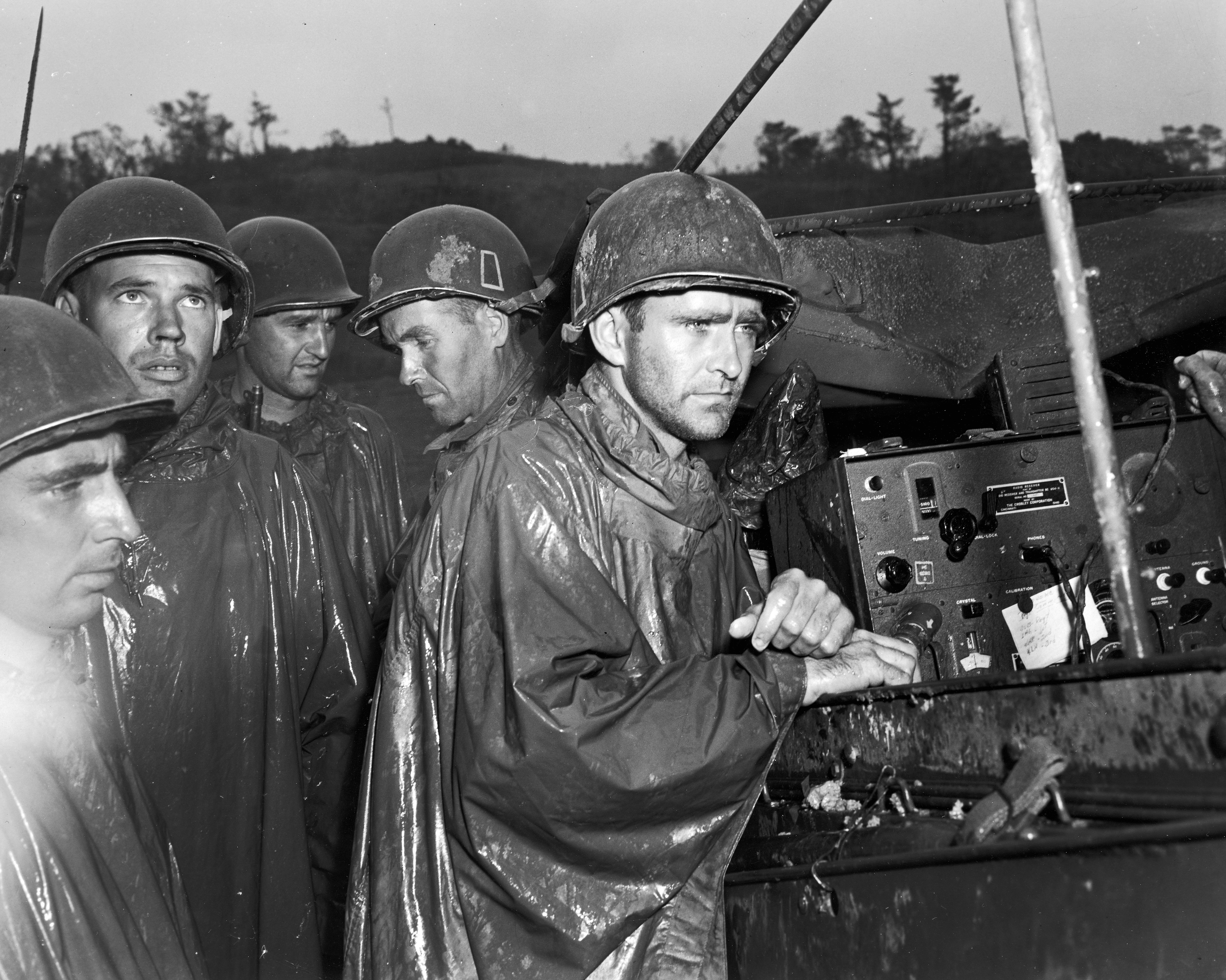
Americani la Okinawa ascultând la radio despre victoria împotriva nazismului în Europa

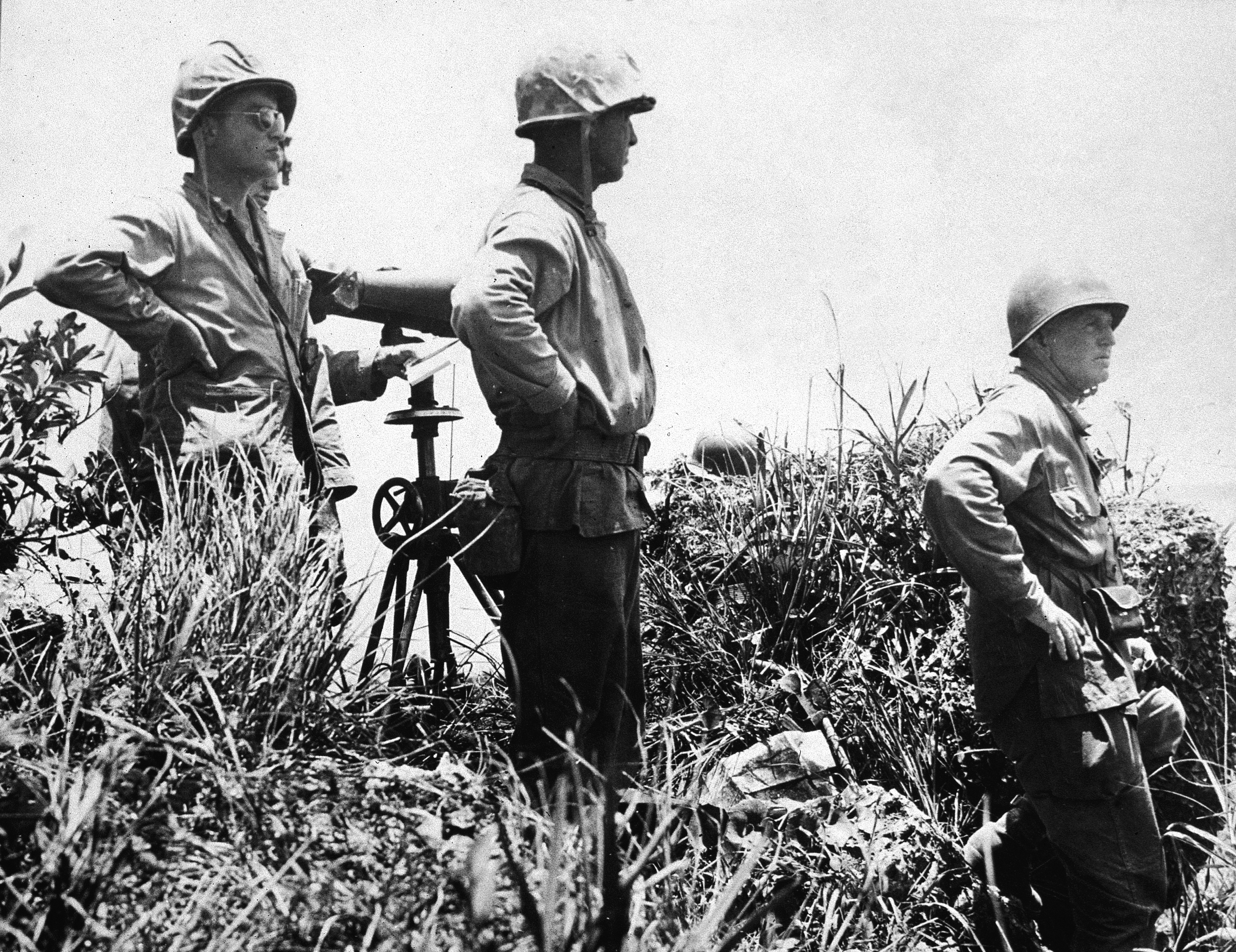
Ultima poza a lui LtGen. Buckner

Lupta terestră a durat aproximativ 81 de zile, începând cu 1 aprilie 1945. Primii americani debarcati pe coastă erau soldații Diviziei 77 de Infanterie, care au debarcat în Insulele Kerama , la 26 km   la vest de Okinawa. Aterizări subsidiare au urmat, iar grupul Kerama a fost asigurat în următoarele cinci zile. În aceste operațiuni preliminare, Divizia 77 de  Infanterie a suferit 27 de morți și 81 răniți, în timp ce japonezii au pierdut peste 650 soldați. Operațiunea a oferit o ancorare protejată pentru flotă și a eliminat amenințarea șalupelor sinucigașe.
Pe 31 martie, soldatii Batalionului de recunoaștere a Forțelor Marine ale Flotei Maritime au debarcat fără opoziție  la Keise Shima, patru insulițe la numai 13 km vest de capitala Okinawanului, Naha . Un grup de piese de artilerie de 155 mm (6.1 in) au fost amplasate pe insule pentru a acoperi operațiunile din Okinawa.
Debarcarea principală a fost efectuată de Corpul XXIV și de Corpul Amfibie III pe plajele Hagushi de pe coasta de vest a Okinawa pe 1 aprilie care a fost atât duminica Paștelui, cât și Ziua păcălelilor din aprilie 1945. A doua Divizie Marină a efectuat o demonstrație pe plajele din Minatoga de pe coasta de sud-est pentru a înșela japonezii cu privire la intențiile americane și pentru întârzierea circulației rezervelor de acolo.
Armata a 10 -a cuprins partea de sud-centrală a insulei, cu relativă ușurință, capturand bazeel aeriene de la  Kadena și Yomitan. În lumina opoziției slabe, generalul Buckner a decis să procedeze imediat faza a II-a a planului său - sechestrarea nordului Okinawa. Divizia 6 Marină a ajuns la Ishikawa Istmul și până la 7 aprilie, a fost amplasata în largul Peninsulei Motobu .
Șase zile mai târziu, pe 13 aprilie, Batalionul 2, Regimentul 22, a ajuns la Hedo Point ( Hedo-misaki ) la vârful nordic al insulei. În acest moment, cea mai mare parte a forțelor japoneze din nord (cu numele de cod Udo Force ) erau colțate pe Peninsula Motobu. Aici, terenul a fost montan și împădurit, cu apărarea japoneză concentrată pe Yae-Dake , o masă răsucită de creastături stâncoase și râuri în centrul peninsulei. Au fost lupte grele înainte ca marinarii să-l elibereze pe Yae-Dake pe 18 aprilie. Cu toate acestea, acesta nu a fost sfârșitul luptei la sol din nordul Okinawa. La 24 mai, japonezii au inițiat "Operațiunea Gi-gou ": o companie a lui Giretsu Kuteitaicomando a fost transportata într-un atac sinucidial asupra lui Yomitan. Au distrus 70.000 de galonuri (260.000 l) de combustibil și nouă avioane înainte de a fi uciși de apărătorii care au pierdut doi oameni.
Între timp, divizia 77 Infanterie a atacat insula Ie ( Ie Shima ) - o insulă mică de pe capătul vestic al peninsulei - pe 16 aprilie. Pe lângă pericolele convenționale, Divizia 77 Infanterie a întâlnit atacuri de kamikaze și chiar femei locale înarmate cu sulițe . Au avut loc lupte grele înainte ca zona să fie declarată securizată pe 21 aprilie și a devenit o altă bază aeriană pentru operațiunile împotriva Japoniei.

În timp ce Divizia a 6-a marină a ocupat nordul Okinawa, Diviziile 96 și 7 Infanterie ale Armatei SUA s-au deplasat spre sud în Okinawa. Divizia 96 Infanterie a început să se confrunte cu o rezistență acerbă în  vestul central de la Okinawa de trupele japoneze care dețin poziții fortificate la est de autostrada nr. 1 și la aproximativ 8 km nord-vest de Shuri, dincolo de Crestătura Cactusului. Divizia 7 infanterie a întâmpinat o opoziție japoneză aprigă, de la un vârf stâncos situat la aproximativ 910 m sud-vest de Arakachi (denumit ulterior " The Pinnacle"). În noaptea de 8 aprilie, trupele americane i-au nimicit pe aceștia și alte câteva poziții puternic fortificate, suferind peste 1.500 de victime în timpul luptei, ucigând sau capturând aproximativ 4.500 de japonezi. Dar bătălia abia a început, realizând că "acestea erau doar avanposturi", păzind linia Shuri.
Următorul obiectiv american a fost Crestătura Kakazu, două dealuri cu o șa de legătură care făcea parte din apărarea exterioară a lui Shuri. Japonezii și-au pregătit bine pozițiile și s-au luptat cu tărie. Soldații japonezi s-au ascuns în peșteri fortificate. Forțele americane au pierdut adesea personalul înainte de a-i scoate pe japonezi din fiecare peșteră sau alt loc de ascundere. Japonezii i-au trimis pe Okinawani să le  aducă apă și provizii, ceea ce a dus la victime civile colaterale. Progresul american a fost inexorabil, dar a dus la un număr mare de victime pe ambele părți.
Când asaltul american împotriva platoului Kakazu s-a oprit, locotenentul general Ushijima - influențat de generalul Chō - a decis să reia ofensiva. În seara zilei de 12 aprilie, a 32-a armată a atacat pozițiile americane pe întregul front. Atacul japonez a fost greu, susținut și bine organizat. După o luptă aprigă strânsă , atacatorii s-au retras, doar pentru a repeta ofensiva lor în noaptea următoare. Un atac final la 14 aprilie a fost din nou respins. Efortul a condus personalul Armatei a 32-a pentru a concluziona că americanii erau vulnerabili la tactici de infiltrare pe timp de noapte , dar că forțele lor de foc superioare au făcut extrem de periculoase orice concentrare de trupe japoneze   și s-au reîntors în strategia lor defensivă.
Divizia 27 Infanterie - care a debarcat pe 9 aprilie - a luat-o pe dreapta, de-a lungul coastei de vest a Okinawa. Generalul John R. Hodge avea acum trei divizii, cu 96 în mijloc și 7 spre est, fiecare divizie având o față de numai 2,4 km. Hodge a lansat o nouă ofensivă din 19 aprilie cu un baraj de 324 de runde, cel mai mare vreodată din Teatrul Oceanului Pacific . Bombe, crucișătoare și distrugătoare s-au alăturat bombardamentului, care au fost urmate de 650 de nave și nave maritime care atacau pozițiile inamice cu napalm , rachete, bombe și mitraliere. Apărătorii japonezi au fost așezați pe pante inversate și au așteptat   barajul de artilerie și atacul aerian în condiții de siguranță relativă, în  peșteri, folosind mortare si grenade asupra avansului american.   
Un asalt al tancurilor pentru a realiza  depășirea crestei Kakazu nu a reușit să se conecteze cu sprijinul său de infanterie încercând să treacă creasta și, prin urmare, a eșuat cu pierderea a 22 tancuri. Cu toate că lansatoarele de flacără au nimicit multi soldați japonezi ce se aflau în peșteri , nu a existat niciun avans, iar Corpul XXIV a suferit 720 de victime. Pierderile ar fi putut fi mai mari, cu excepția faptului că japonezii aveau practic toate rezervele lor de infanterie legate mai departe spre sud, ținute acolo de un alt punct de pe plajele Minatoga de către Divizia 2 Marină care a coincis cu atacul.
La sfârșitul lunii aprilie, după ce armata a forțat linia defensivă Machinato,   Divizia 1 Marină a înlocuit Divizia 27 Infanterie, iar Divizia 77 Infanterie a înlocuit-o pe 96. Când a sosit Divizia 6 Marină, Corpul III Amfibii a preluat flancul drept, iar Armata 10 a preluat controlul asupra bătăliei.
La 4 mai, armata 32 a lansat o altă contraofensiva . De data aceasta, Ushijima a încercat să facă atacuri amfibiene pe coastele din spatele liniilor americane. Pentru a-și susține ofensiva, artileria japoneză s-a mutat în aer liber. Făcând acest lucru, au reușit să tragă 13 000 de runde în sprijinul lor, dar focul efectiv american împotriva bateriilor a distrus zeci de piese de artilerie japoneze. Atacul a eșuat.
Buckner a lansat un alt atac american pe 11 mai. Au urmat zece zile de lupte acerbe. Pe 13 mai, trupele Diviziei 96 infanterie și Batalionul 763 de tancuri au capturat Dealul Conical. Ridicându-se la 145 metri deasupra câmpiei de coastă Yonabaru, această caracteristică a fost ancora estică a principalelor apărători japoneze și a fost apărată de aproximativ 1.000 de japonezi. Între timp, pe coasta opusă, Diviziile 1 și 6 marină s-au luptat pentru "Dealul de zahăr". Capturarea acestor două poziții cheie a expus japonezii în jurul lui Shuri pe ambele părți. Buckner spera să nimicească linia Shuri și să distrugă principala forță japoneză de apărare.
Până la sfârșitul lunii mai, ploile musonice, care au transformat dealurile și drumurile înconjurătoare in noroi, au agravat atât situațiile tactice, cât și cele medicale. Trupele s-au împotmolit în noroi, iar drumurile inundate au împiedicat foarte mult evacuarea răniților în spate. Trupele trăiau pe un câmp plin de noroi ce devenise  un cimitir  . Cadavrele japoneze și americane necumpărate s-au degradat, s-au scufundat în noroi și au devenit parte dintr-o tocană nocivă. Oricine se alătura pe versanții grași își găsea cu ușurință buzunarele pline de viermi la sfârșitul călătoriei.  
Pe 29 mai , generalul - maior Pedro del Valle, comandantul Diviziei 1 Marină, i-a ordonat căpitanul Julian D. Dusenbury de Compania A, Batalionul 1, divizia 5, pentru a captura Castelul Shuri. Închiderea castelului a reprezentat atât lovituri strategice, cât și psihologice pentru japonezi și a reprezentat o piatră de hotar în campanie. Del Valle a primit o medalie de distins serviciu pentru conducerea sa în lupta și ocuparea și reorganizarea ulterioară a Okinawa. Căpitanul Dusenbury va primi mai târziu Crucea Marinei pentru acțiunile sale.  
Castelul Shuri fusese bombardat de nava de război USS  Mississippi cu trei zile înainte de acest avans.   Datorită acestui fapt, a 32-a armată s-a retras în sud și, astfel, marinarii au avut o sarcină ușoară de a asigura castelul Shuri. Castelul, cu toate acestea, a fost în afara zonei alocate și eforturile doar frenetice  ale primei Divizii  de către comandantul și personalul Diviziei 77  a împiedicat un  atac aerian și bombardament de artilerie care ar fi avut ca rezultat mai multe victime .

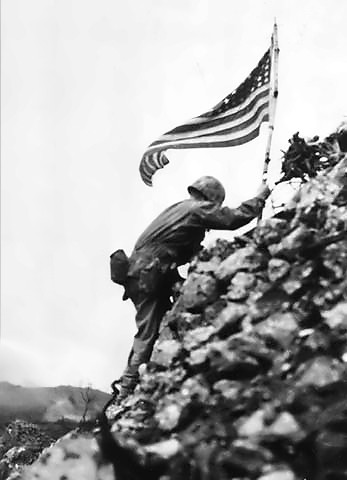
Steagul american arborat pe castelul Shuri

Trupele japoneze, deși hărțuite de focul de artilerie, au fost condusă cu mare aptitudine pe timp de noapte și ajutate de furtunile musonice. Armata a 32-a a reușit să transfere aproape 30.000 de persoane în ultima linie de apărare pe Peninsula Kiyan, care a condus în cele din urmă la cea mai mare sacrificare din Okinawa în ultimele etape ale bătăliei, inclusiv moartea a mii de civili. În plus, au fost susținute 9.000 de trupe IJN de 1.100 de militari, cu aproximativ 4.000 de soldați la sediul subteran de pe deal, cu vedere spre Baza Navală din Okinawa, în Peninsula Oroku, la est de aerodrom.
La data de 4 iunie, elemente ale Diviziei 6 Marine au lansat un atac amfibian asupra peninsulei. Cei 4.000 de marinari japonezi, inclusiv amiralul Minoru Ōta , s-au sinucis în tunelurile construite manual la sediul marinei subterane pe 13 iunie. Până la 17 iunie, rămășițele celei de a 32-a armate a lui Ushijima au fost împinse într-un buzunar mic, în sudul sudic al insulei la sud-est de Itoman.
Pe 18 iunie, generalul Buckner a fost ucis de focul de artilerie japonez în timp ce monitoriza progresul trupelor sale de la un post de observație înainte. Buckner a fost înlocuit de Roy Geiger. La cinci zile a fost înlocuit  de Joseph Stilwell. La 19 iunie, generalul Claudius Miller Easley , comandantul Diviziei 96 Infanterie a Armatei SUA, a fost ucis de focul japonez de mitraliere cand verifica progresul trupelor sale în față.
Ultimile rămășițe ale rezistenței japoneze au fost nimicite la 21 iunie, deși unii  japonezi au continuat să se ascundă, inclusiv viitorul guvernator al Prefecturii Okinawa , Masahide Ōta .   Ushijima și Chō s-au sinucis prin seppuku în sediul lor de comandă de pe Dealul 89 în orele de închidere ale bătăliei. Colonelul Yahara i-a cerut lui Ushijima permisiunea de a se sinucide, însă generalul i-a refuzat cererea sa, spunând: "Dacă mori acolo nu va mai rămâne nimeni care să știe adevărul despre bătălia de la Okinawa, este o   comandă de la comandantul armatei tale".   Yahara a fost cel mai înalt ofițer care a supraviețuit bătăliei de pe insulă, iar mai târziu a scris o carte intitulată Bătălia pentru Okinawa . Pe 15 august 1945, amiralul Matome Ugaki a fost ucis în timp ce face parte dintr-un raid de kamikaze pe insula Iheyajima. Ceremonia oficială de predare a avut loc pe 7 septembrie, lângă aeroportul Kadena .

## Urmări

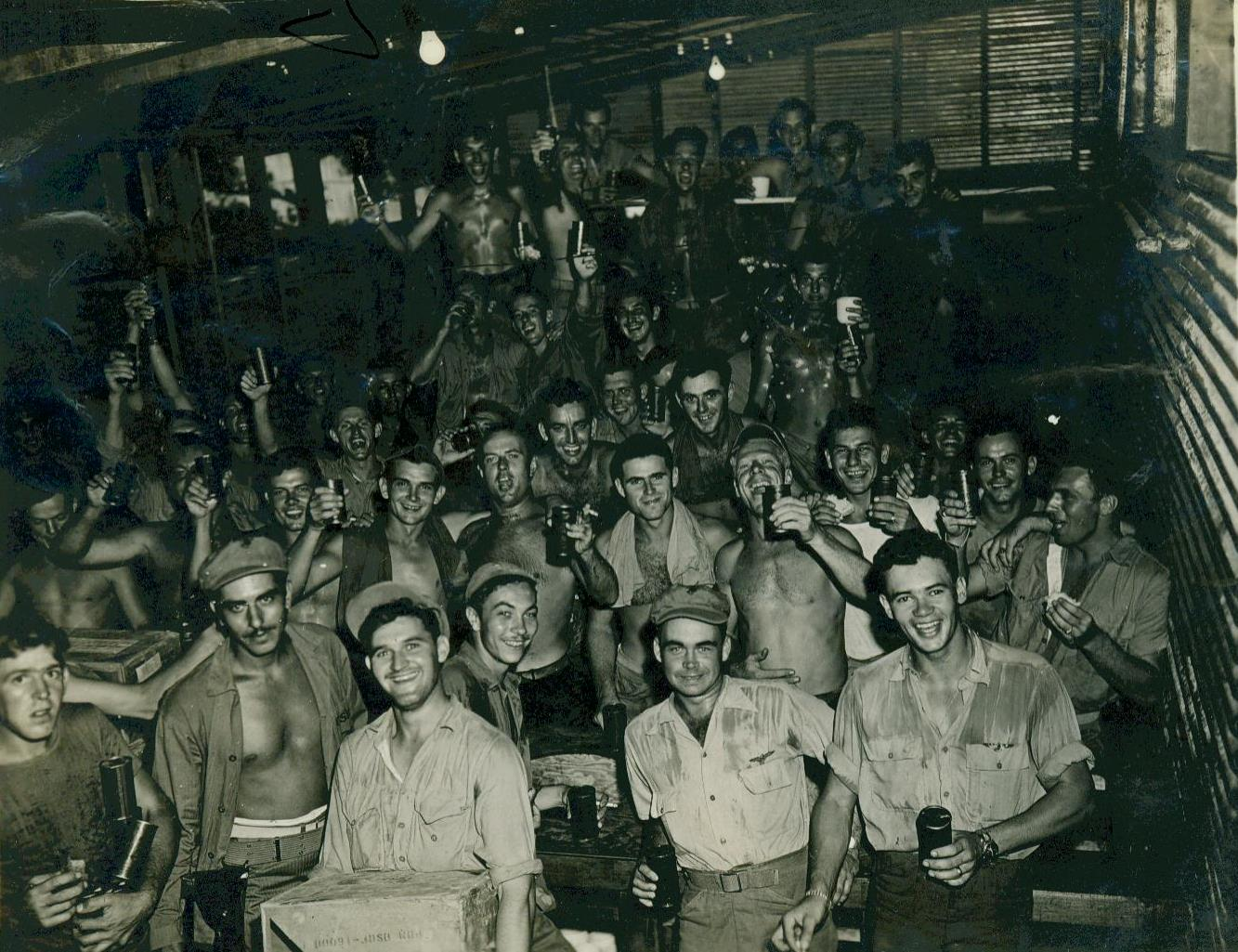
Celebrarea zilei victoriei la Okinawa

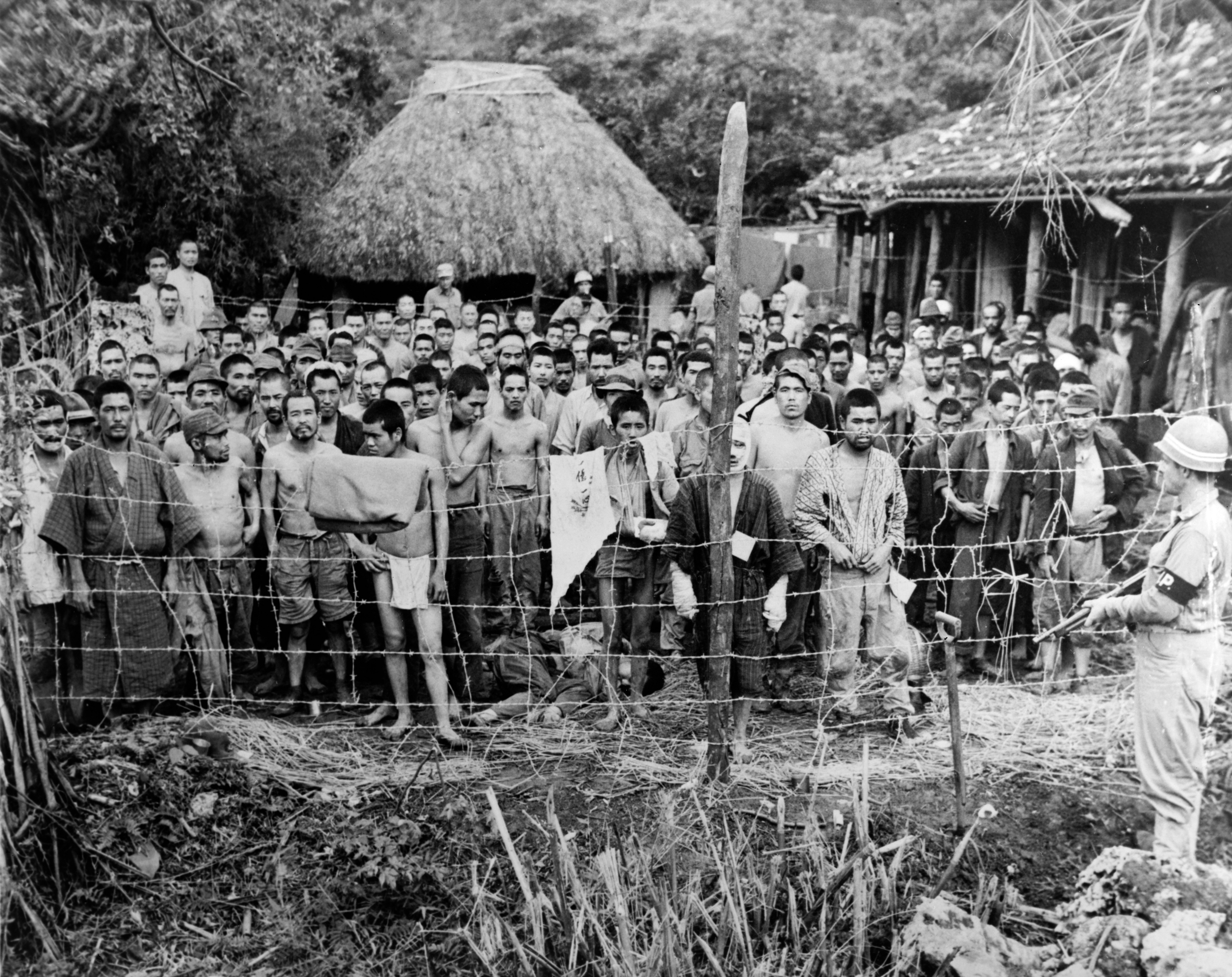
Prizonieri japonezi

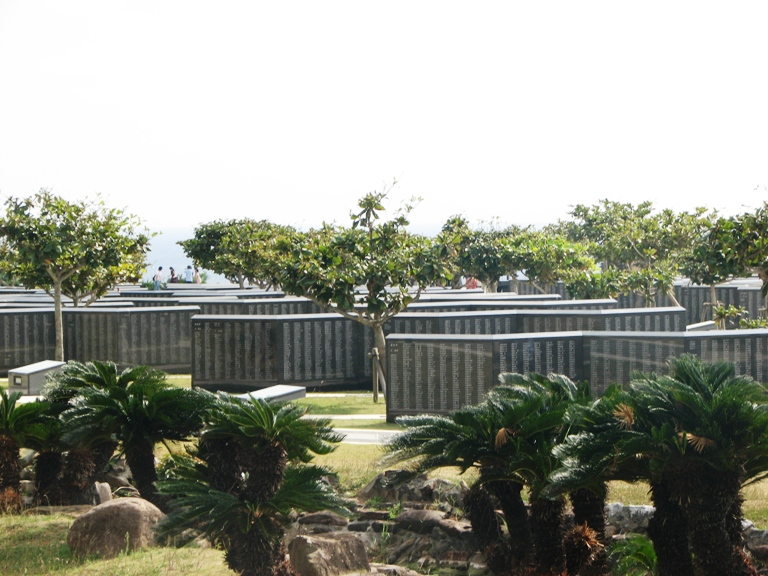
Cornerstone of Peace - monumentul dedicat soldaților americani căzuți la Okinawa

Americanii au privit Okinawa ca fiind una dintre cele mai mari victorii în timpul campaniei din Pacific, dar prețul plătit de ambele părți a fost enorm. Victimele americane au numărat aproximativ 12.000 de morți și 36.000 de răniți. În total, aproximativ 110.000 de soldați japonezi au fost uciși, în timp ce mai puțin de 8.000 s-au predat. Populația civilă din Okinawa a fost redusă cu aproximativ o pătrime; 100.000 de bărbați, femei și copii din Okinawan au pierit în luptă sau s-au sinucis sub comanda armatei japoneze. În unele cazuri, familiilor li sa dat o grenadă de mână pentru a detona când capturarea de către americani părea iminentă.

Blocada navală a aliaților a închis efectiv insulele japoneze, privându-le de importurile străine, iar bombardamentele strategice de campanie au redus  mai multe orașe japoneze la stadiul de  moloz, dar armata japoneză a refuzat să ia în considerare predarea. Pe baza experienței de la Okinawa, planificatorii americani au estimat  că SUA ar avea de suferit 225 000 de victime în timpul unei invazii a insulelor de origine japoneze; evaluări mai pesimiste au împins această cifră la 1.000.000. La 12 aprilie 1945, Harry S. Truman a luat în calcul  proiectul Manhattan. Truman a transmis   personalului său că speră că "există o posibilitate de a împiedica o noua Okinawa" și, fără îndoială, a jucat un rol important în decizia sa de a folosi bomba atomică.
La începutul lunii august 1945, Statele Unite au lansat doua bombe atomice asupra orașelor Hiroshima și Nagasaki, iar japonezii s-au predat la 2 septembrie 1945. Forțele americane au ocupat Okinawa timp de aproape 27 de ani și insula nu a fost returnată administrației japoneze până pe 15 mai 1972. Chiar și după predare, SUA au menținut baze militare considerabile pe Okinawa în secolul 21.